# Kalyanamitra
Kalyanamitra (sanskrit कल्याणमित्र, IAST kalyāṇamitra ; en pali : kalyanamitta) est un terme du bouddhisme qui désigne un compagnon de route sur le chemin de l'éveil, ou un maître qui enseigne cette foi. Littéralement, kalyanamitra signifie: bon ami.